# Maria Wojtczak
Maria Wojtczak (* 1958 in Poznań) ist eine polnische Germanistin und Professorin in Poznań.

## Leben
Maria Wojtczak studierte Germanistik an der Universität Poznań und der Humboldt-Universität zu Berlin von 1977 bis 1981.
Danach war sie wissenschaftliche Mitarbeiterin am Institut für Germanistik (Instytut Filologii Germanskiej) der Universität Poznań.
1995 promovierte sie und 2006/2007 wurde sie habilitiert.
Seit 2022 ist Maria Wojtczak ordentliche Professorin für Neuere deutsche Literatur am Institut für Germanistik der Adam-Mickiewicz-Universität in Poznań.
Maria Wojtczak erforschte ausführlich die deutsche Literatur und Kultur in der preußischen Provinz Posen im 19. und frühen 20. Jahrhundert, besonders in deren Beziehungen zur polnischen Bevölkerung. Ein weiterer Forschungsschwerpunkt waren konfessionelle Konversionen deutschsprachiger Autorinnen in dieser Zeit. Außerdem veröffentlichte sie Aufsätze über Ernst Toller, Annette von Droste-Hülshoff und Heinrich Böll, sowie zu weiteren Themenbereichen der deutschen und polnischen Kulturgeschichte des 19. und 20. Jahrhunderts.

## Publikationen
Monografien
- Literatur der Ostmark. Posener Heimatliteratur (1890–1918), Poznań 1998, 224 S., Promotion
- "Ostmarkenliteratur". Prowincja Poznańska w literaturze niemieckiej lat 1890–1918, Poznań, 2001, 196 S.
- Aus zwei Glaubenswelten : Bekenntnisse konvertierter Autorinnen (1850–1918), P. Lang, Frankfurt am Main, 2006. 228 S., Habilitation

- Sztuka a religia. Debaty niemieckie od XVI do XXI wieku, (wstęp, wybór, opracowanie Cezary Lipiński), Poznań, 2018. 666 S. (Poznańska Biblioteka Niemiecka t. 47)

Herausgeberschaften
- Ernst Tollers Geburtsort Samotschin. Königshausen & Neumann, Würzburg 2001.(Schriften der Ernst-Toller-Gesellschaft, Bd. 3), mit Thorsten Unger
- Habitus und Fremdbild in der deutschen Prosaliteratur des 19. und 20. Jahrhunderts. P. Lang, Frankfurt am Main 2006. 311 S., mit Ewa Pytel-Bartnik
- Das lange neunzehnte Jahrhundert (=Quellentexte zur deutschsprachigenLiteratur und Kultur, Band 3) Poznań 2010. 317 S., mit Jerzy Kałążny

- Ungeduld der Erkenntnis. Eine klischeewidrige Festschrift für Hubert Orłowski P. Lang, Frankfurt am Main, 2014. 336 S., mit Włodzimierz Bialik, Czesław Karolak
- Uniwersytet, Wielka Historia i ja / Die Universität, die Große Geschichte und ich. Poznań 2015
- Das literarische Oktett. Acht junge Stimmen zur neusten deutschen Gegenwartsliteratur, Poznań, 2018. mit Agata Kochanowska Text

Zeitschriftenherausgeberschaften
- Studia Germanica Posnaniensia 24 Poznań 1999. 212 S.
- Studia Germanica Posnaniensia 32. Deutschsprachige Literatur und Kultur im 19. Jahrhundert. Poznań 2011, 191 S.
- Zeitschrift für Ostmitteleuropaforschung, Jg.64, H. 2. Themenheft: "Aufbruch zur Demokratie?". Aspekte einer Demokratiegeschichte Ostmitteleuropas (1918–1939). Herder-Institut, Marburg 2015, mit Agnes Laba

Aufsätze (Auswahl)
- Hinter den Kulissen des Ostmarkenvereins. Zur Entstehungsgeschichte der "Ostmarkenromane", in Studia Germanica Posnanensia, 22. Poznań, 1995, S. 65–76 Digitalisat
- Wer Liebhaber fein geistiger Poesien ist, der lege dieses realistische Buch ungelesen aus der Hand" (H. Hilde-Brand über seine Novellen aus dem Posener Lande). Zur Erzählsituation in der Ostmarkenprosa, in Studia Germanica Posnaniensia, 25. Poznań 1999. S. 93–100. Digitalisat
- Fontane-Diplomseminar in Poznań/Polen , in Mitteilungen der Theodor Fontane Gesellschaft, 33, Neuruppin, 2007. S. 56–59.
- Biblische Bezüge in den Autobiographien der deutschen Konvertitinnen und Konvertiten im 19. und 20. Jahrhundert, in Der Heiligen Schrift auf der Spur. Beiträge zur biblischen Intertextualität in der Literatur, hrsg. Maria Kłańska, Jadwiga Kita-Huber, Paweł Zarychta. Dresden, Wrocław 2009. S. 264–273.
- Annette von Droste-Hülshoff. Żydowski buk (Die Judenbuche). Próba eksplikacji, in Orbis Linguarum, 35. Dresden, Wrocław, 2009. S. 299–304.
- Diakonissenanstalt w Poznaniu. Od Zagórza do Königsstrasse (1865–1875), in Ecclesia. Studia z Dziejów Wielkopolski, t. 4. Poznań, 2009. S. 167–188.
- Eine konfessionelle Landschaft? Polnischer Katholik versus Deutscher Protestant, in Landschaften – Gärten – Literaturen, hrsg. Irmela von der Lühe, Joachim Wolschke-Buhlmann, Akademische Verlagsanstalt, München 2013 S. 237–249.
- "Frauen über Frauen". Von den deutsch-polnischen Wechselbeziehungen in der deutschen Belletristik (1890–1939), in Zwischen Geschlecht und Nation. Interdependenzen und Interaktionen in der multiethnischen Gesellschaft Polens im 19. und 20. Jahrhundert, hrsg. Matthias Barelkowski, Claudia Kraft, Isabel Röskau-Rydel, fibre, Osnabrück 2016. S. 117–129.
- Schnittstellen von Erfahrung und Erwartung. Ein Plädoyer für Storys im interkulturellen Literaturunterricht, in Studia Germanica Posnaniensia, 37. Poznań, 2016. S. 277–285. doi:10.14746/sgp.2016.37.21
- Heinrich Bölls Kunst und Religion. Zum kulturgeschichtlichen Kontext eines Aufsatzes, in Politischen Konjunkturen zum Trotz. Heinrich Bölls Wirklichkeitsrepräsentationen, hrsg. Dampc-Jarosz, Paweł Zimniak, Vandenhoeck & Ruprecht, Göttingen 2018. S. 205–216.